# 아디스아바바 스타디움

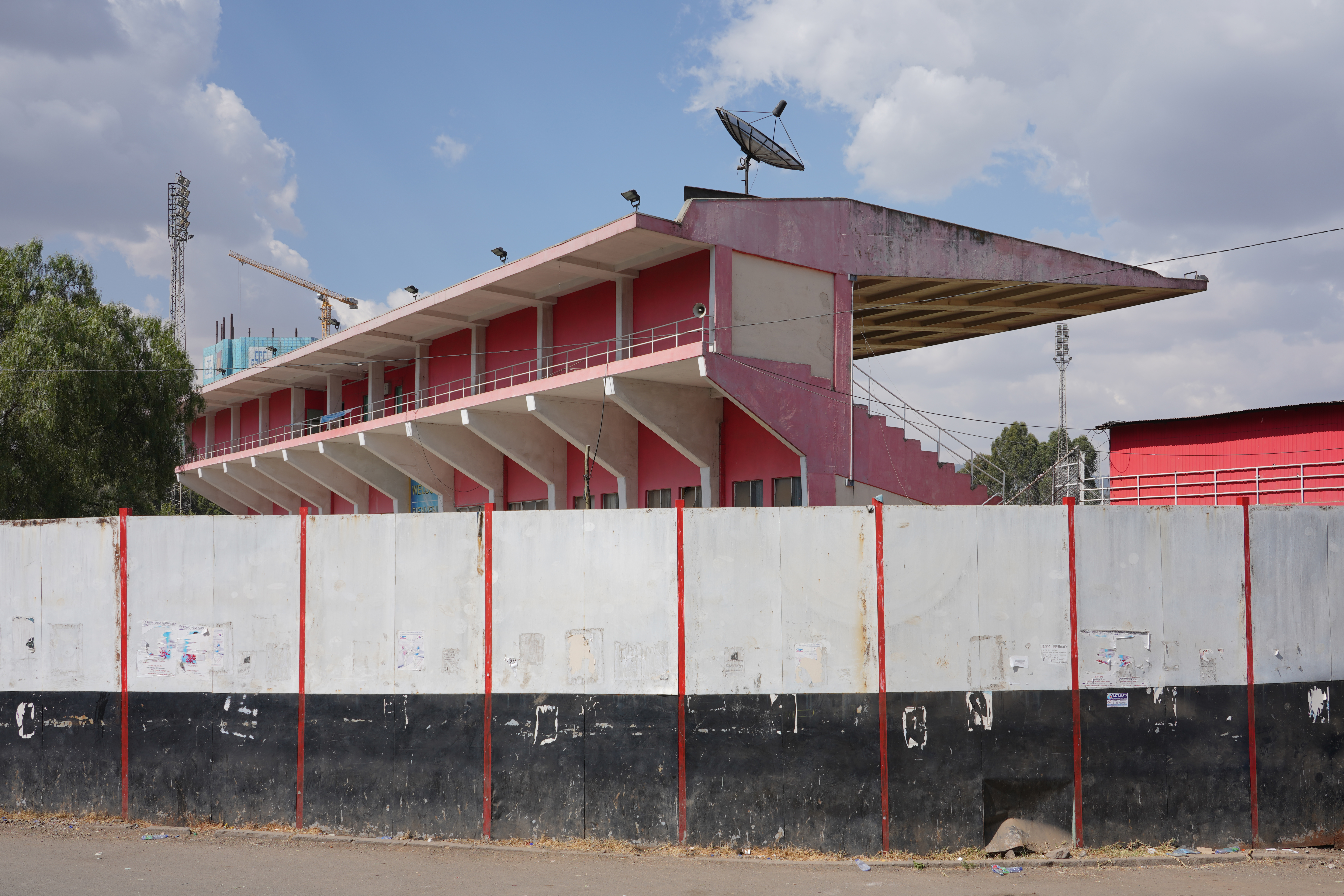

아디스아바바 스타디움(Addis Ababa Stadium)은 에티오피아 아디스아바바의 다목적 경기장이다. 대부분 축구 경기용으로 사용되지만 육상 경기 시설도 갖추고 있다. 이 경기장의 가용 인원은 35,000명이다.
1940년 이탈리아령 동아프리카에서 건조되었다. 1962년, 1968년, 1976년 아프리카 네이션스컵 기간 중 여러 경기가 있었다.